# Roman Lasocki (ziemianin)
Roman Lasocki herbu Dołęga, ps. "Prezes", "Uprawa" (ur. 3 maja 1893 w Poznaniu, zm. 21 lipca 1964 w Warszawie) – polski ziemianin, sekretarz generalny Rady Naczelnej Organizacji Ziemiańskich, kierownik organizacji konspiracyjnej ziemian "Uprawa".
Absolwent Szkołę Główną Gospodarstwa Wiejskiego w Warszawie. W czasie wojny polsko-bolszewickiej walczył jako ochotnik w szeregach Wojska Polskiego. W okresie międzywojennym z dużym powodzeniem prowadził uprzemysłowiony majątek ziemski w Dzierzbi w województwie białostockim. Zaangażował się też w działalność środowisk ziemiańskich. Od 1921 r. był prezesem Związku Ziemian w Łomżyńskiem i sekretarzem generalnym Rady Naczelnej Organizacji Ziemiańskich w Warszawie. W 1939 r. musiał opuścić majątek w Dzierzbi, gdyż tereny te zostały zajęte przez ZSRR. Przeniósł się z rodziną do Warszawy, gdzie zamieszkał na stałe, zostając dyrektorem Towarzystwa Kredytowego Ziemskiego. W 1940 r. objął kierownictwo organizacji konspiracyjnej ziemian i przemysłowców "Uprawa", której pomysłodawcami byli Karol Hilary Tarnowski i Leon Krzeczunowicz. Funkcję tę prawował aż do wybuchu powstania warszawskiego. Używał pseudonimu "Prezes". Utrzymywał bezpośrednie kontakty z Komendą Główną ZWZ-AK, której przekazywał sprawozdania z działalności i rozliczenia finansowe. Głównymi zadaniami kierowanej przez niego organizacji było m.in. tworzenia zaplecza logistycznego dla oddziałów AK (w tym tworzenie punktów medycznych i magazynów broni), ukrywanie osób "spalonych", pomoc dla wysiedleńców i innych ofiar wojny.
W powstaniu warszawskim walczył jako sanitariusz o ps. "Uprawa" w oddziale "Bakcyl", utworzonym na bazie Sanitariatu Okręgu Warszawskiego Armii Krajowej). Po klęsce powstania wyszedł z Warszawy wraz z ludnością cywilną. 
Po wojnie pracował na stanowisku technicznym w Państwowym Przedsiębiorstwie Robót Komunalnych. Zagrożony aresztowaniem przez Urząd Bezpieczeństwa zniszczył archiwum "Uprawy". Nigdy nie ujawnił działalności organizacji przed władzami komunistycznymi. Jego majątek Sowieci obrabowali, a następnie spalili dwór i budynki gospodarcze.  Po wojnie majątek został rozparcelowany, utworzono w nim PGR. 

## Życie prywatne
Urodził się w rodzinie ziemiańskiej, syn Stanisława i Anny z Kurnatowskich herbu Łodzia. W 1921 poślubił Annę Marię Kisielnicką herbu Topór z Korzenistego, pochodzącej z rodu znanego z działalności społecznej i patriotycznej. Mieli troje dzieci: Zygmunta (profesora chemii), Krzysztofa i Teresę.